# ليونيد بوتابوف
ليونيد فاسيليفيتش بوتابوف (4 يوليو 1935 - 12 نوفمبر 2020)، كان رئيسًا لجمهورية بورياتيا في روسيا، من أغسطس 1991 إلى يوليو 2007. أعيد انتخابه ثلاث مرات (أعوام 1994 و 1998 و 2002) ؛ في عام 2002 حصل على 68٪ من الأصوات.

## روابط خارجية
- الموقع الرئاسي الرسمي